# 平野寛
平野 寛（ひらの ひろし、1934年 - 2016年） は、日本の解剖学者、医師。杏林大学医学部教授や、日本解剖学会理事長、日本電子顕微鏡学会会長、日本学術会議会員などを務めた。

## 人物・経歴
1959年東京大学医学部卒業。1965年関西医科大学医学部解剖学第1講座助手。1967年東京大学大学院博士課程修了、医学博士。1969年から2年半カリフォルニア大学サンディエゴ校に留学。関西医科大学医学部解剖学第1講座講師。関西医科大学医学部解剖学第1講座助教授を経て、杏林大学医学部解剖学第2講座初代教授に着任。1987年日本電子顕微鏡学会瀬藤賞受賞。1997年日本解剖学会理事長。1999年日本電子顕微鏡学会会長。2000年第18期日本学術会議会員。2000年日体柔整専門学校（現在：日本体育大学医療専門学校）第6第校長に就任（～2005年3月）